# Товариство нафтового виробництва братів Нобель
«Товариство нафтового виробництва братів Нобель» (рос. Товарищество нефтяного производства братьев Нобель), скорочено «БраНобель», «Бр. Нобель» — заснована в 1879 році велика російська нафтова компанія. Вела нафтовидобуток і нафтопереробку в Баку і Челекені, створила власну транспортну і збутову мережу, що включала нафтопроводи, танкери, вагони-цистерни та нафтобази з причалами та залізничними гілками. Крім нафтопереробки, компанія займалася виробництвом допоміжних речовин, зокрема, було налагоджено власне виробництво соди і сірчаної кислоти. При заснуванні компанії в неї увійшли активи, придбані братами Нобель і компаньйонами в Баку в 1870 рр. Деякі побудовані компанією споруди, такі, як нафтові резервуари, використовуються і в XXI столітті. Товариство націоналізоване 1918 р.
У Петербурзі штаб-квартира товариства розміщувалася за адресою: набережна Катерининського каналу, 6 / Італійська вул., 2, Особняк М. А. Горчакова (архітектор Н. П. Гребінка). У 1909 р. арх. Ф. В. Лідваль здійснив великі внутрішні перебудови і надбудував головний і дворові корпуси в стилі модерн. В радянський час в будівлі розміщувалися Будинок Міністерства вугільної промисловості, інститут «Ленгіпрошахт». В даний час (2013) — філія Альфа-Банк Санкт-Петербург.
У Баку братами Нобель була побудована фамільна резиденція та селище Вілла Петролеа для службовців компанії. В даний час (2013) резиденція відновлена, і в ній знаходиться музей братів Нобель.

## Засновники і перші акціонери
Засновниками товариства були:
- Нобель Людвіг Еммануїлович
- Нобель Роберт Еммануїлович
- Нобель Альфред Бернхард
- Більдерлінг Петро Олександрович

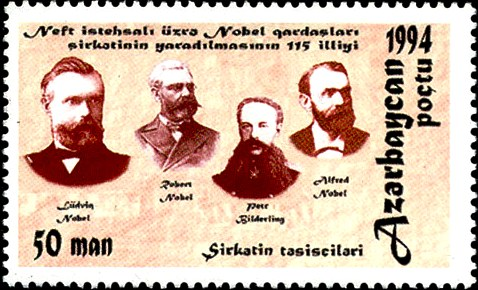
Марка Азербайджану, присвячена 115-річчю заснування компанії

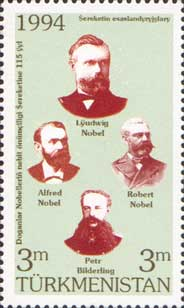
Марка Туркменістану

На момент заснування (1879 рік) менші паї належали І. Я. Забельському, А. А. Більдерлінгу (брат Петра), Ф. А. Блюмбергу, М. Я. Белямину, А. С. Сундгрену, Б. Ф. Вундерлиху. Першим головою товариства був обраний Людвіг Нобель. Основний капітал на момент заснування становив 3 мільйони рублів паями по 5000 рублів. Великий розмір паю призначався для утруднення біржових спекуляцій. Більше 50 % паїв належали родини Нобелів. Петро Більдерлінг був потрібен при заснуванні і подальшій діяльності Товариства, в числі іншого, і як російський підданий, що спрощувало юридичні процедури.
Автором ідеї почати власний нафтовий бізнес був Роберт Нобель, який вперше побачив нафтопромисли Баку в 1873 році під час своїх поїздок на південь Російської імперії в пошуках горіхової деревини для рушничних прикладів для заводу в Іжевську, в якому Нобелі були співвласниками. Компанія стала по-справжньому рентабельним бізнесом тільки в 1890-х, переживши близькість до банкрутства кілька разів. Рятівником виступав Альфред Нобель, підтримуючи компанію засобами з власних джерел.

## Досягнення
Компанія відома як піонер у багатьох інженерних і комерційних починаннях:
- Перший російський нафтопровід
- Перші в світі циліндричні резервуари-нафтосховища.
- Перші російські нафтоналивні судна (пароплав «Зороастр»).
- Перший у світі теплохід (танкер «Вандал»), причому це був і перший дизель-електрохід.
- Самостійна розробка і впровадження в Росії раніше практично відсутніх вагонів-цистерн.
- Перша в Росії власна збутова мережа для нафтопродуктів з власним транспортом, нафтобазами, з власною фірмовою упаковкою.
- Перша в Росії електростанція для силових, а не тільки освітлювальних, потреб.

Найважливішим комерційним успіхом було витіснення з ринку американського гасу («фотогена»), раніше на ньому пануючого, і перетворення гасу в недорогий загальнодоступний продукт. Сильне зниження собівартості було досягнуто, зокрема, за рахунок розвинутого транспорту, що перевозив нафтопродукти наливом (танкери, залізничні цистерни, керосинопроводи), а не в дерев'яних бочках, як було узвичаєно раніше. У 1909 році добре налагоджена логістика дозволяла компанії продавати половину всього гасу бакинського виробництва при власній частці у виробництві тільки 20 %. В торгівлі гасом компанія робила ставку на масових небагатих споживачів, і гасом почали користуватися, хоча і не відразу, навіть у селянському середовищі. Для підвищення попиту компанія активно поширювала недорогі гасові лампи. Присутність у провінції дозволило компанії в 1910-х рр. почати задовольняти зростаючий попит на автомобільний бензин поза великими містами.
Крім того, компанія була відома прогресивною, для тих років, кадровою політикою: була створена власна система професійної освіти, будувалося житло. Діяла власна медична служба, якою керувала одна з дочок Людвіга, лікар за освітою, разом зі своїм чоловіком.

## Історія
- 1873 рік — Роберт Нобель придбав перший нафтоперегонний завод в Баку.
- 1876 рік — перша партія «освітлювального олії» з заводу Нобеля була поставлена в Санкт-Петербург.
- 1878 рік — Людвіг Нобель побудував перший нафтоналивний танкер «Зороастр», який було спущено на воду в Каспійському морі.
- 1880 рік — в Царицині з'явилося Нобелівське містечко.
- 1889 рік — «Брати Нобель» завершили прокладання через гори трубопроводу протяжністю 42 милі[9].
- 1889 рік — ІРТО заснувало премію імені Людвіга Нобеля за кращі праці або винаходи в області машинобудування і нафтової справи.
- 1899 рік — Машинобудівний завод Людвіг Нобель у Санкт-Петербурзі почав виготовляти дизельні двигуни.
- 1904 рік — Бакинське відділення ІРТО заснувало премію імені Емануїла Нобеля за кращі праці або винаходи в галузі нафтової справи.

## Бакинська імперія братів Нобель

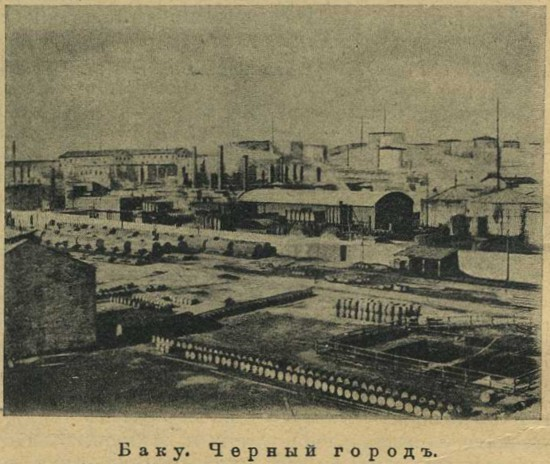
Чорне місто

Історія братів Нобель в Баку почалася в 70-і роки XIX століття, коли в пошуках дерев'яного матеріалу для заготовки приклада гвинтівки «Бердана» Роберт Нобель приїхав в Азербайджан. Увагу Роберта притягнули нафтові можливості Баку. Повернувшись в Санкт-Петербург у 1873 році він намагався спрямувати увагу брата на бакинську нафту, але внаслідок того, що Людвіг не вірив у перспективу справи, він задовольнявся лише малою сумою.
Роберт в 1875 році за 25 тисяч рублів купив у Тифліського товариства маленький гасовий завод в «Чорному місті» і кілька нафтоносних ділянок в Сабунчах.
Побачивши великі суперечки і скандали навколо бакинської нафти в Паризькій фондовій біржі у Альфреда зародився великий інтерес до бакинської нафти. У телеграмі, надісланій Людвігу він говорив, що ділові кола в Парижі згадують бакинську нафту і що люди Ротшильда намагаються взяти в руки кращі земельні ділянки Баку і хочуть витіснити братів Нобелів. А також висловив своє бажання приступити до діяльності тут. 
У 1876 році Людвіг Нобель переселився в Баку.
Перша свердловина була закладена Робертом Нобелем у квітні 1876 році на дільниці № 52 Сабунчинської дачі.
У 1878 році братами Нобель був побудований перший в Російській імперії нафтопровід з паровим насосом. Він тягнувся Балаханів в Чорне місто, його довжина — 9 км, діаметр — три дюйми, продуктивністю 80 тис. пудів на добу.
Подібні ж нафтопроводи незабаром стали влаштовуватися й іншими нафтовиками на сусідніх Сабунчинській і Раманинській ділянках.
18 травня 1879 року вперше в Російській імперії в Баку була заснована іноземна і найбільша нафтопромислова фірма — «Товариство нафтового виробництва братів Нобель (Бранобель)». Основний капітал склав 3 млн рублів. За короткий час компаньйони стали власниками промислів в Сураханах, Балаханах, Бібі-Ейбаті.
«Товариство нафтового виробництва братів Нобель» зробило справжню революцію в нафтовій промисловості. У своїх відкриттях Нобелі використовували таких вчених, як Дмитро Менделєєв. Менделєєв завжди скаржився, що Нобелі не оцінюють можливості нафти до кінця; вони викидали багато залишкових продуктів, бл їх цікавив лише гас. Але пізніше Менделєєв їх переконав, що у складі нафти немає непридатної речовини і можна використовувати всі її компоненти.
Використання ручної праці та робочої сили в процесі видобутку нафти збільшувало собівартість видобутку нафти. Але завдяки винахідливості Нобелів і на нафтових промислах Балахани почали з'являтися перші нафтові родовища. Тепер нафта з свердловини добувалася не важелем для підйому нафти з свердловини. Її витягували за допомогою насосів.
Транспортування нафти також було серйозною проблемою. Видобуту нафту заповнювали в барила, а потім посилали кораблями в Астрахань і там завантажували в залізничні вагони. Розвантаження діжок, відправлених в Росію та інші країни теж створювало проблеми. Нобелі хотіли зменшити ціни перевезення нафти до такої міри, щоб витіснити інші види палива на ринку.
Тоді брати Нобель вирішили перетворити самі бочки в нафтові вагони і судна. Але Нобелі не володіли достатніми засобами для реалізації цього проекту в поодинці і вирішили звернутися до промисловців і фінансистів з Європи. В результаті зібралася велика сума грошей і активи «Асоціації братів Нобель» зросли до 20 мільйонів рублів.
Таким чином, в умовах суворої конфіденційності, корабель «Зороастр», що перевозив нафту, став першим танкером нафти в світі і почав випускатися перший у світі вагон-цистерна.
Паралельно з цим, брати Нобель також створили перший трубопровід нафти.
У 1883 році залізниця Баку — Батумі відкрила шлях бакинської нафти на захід.

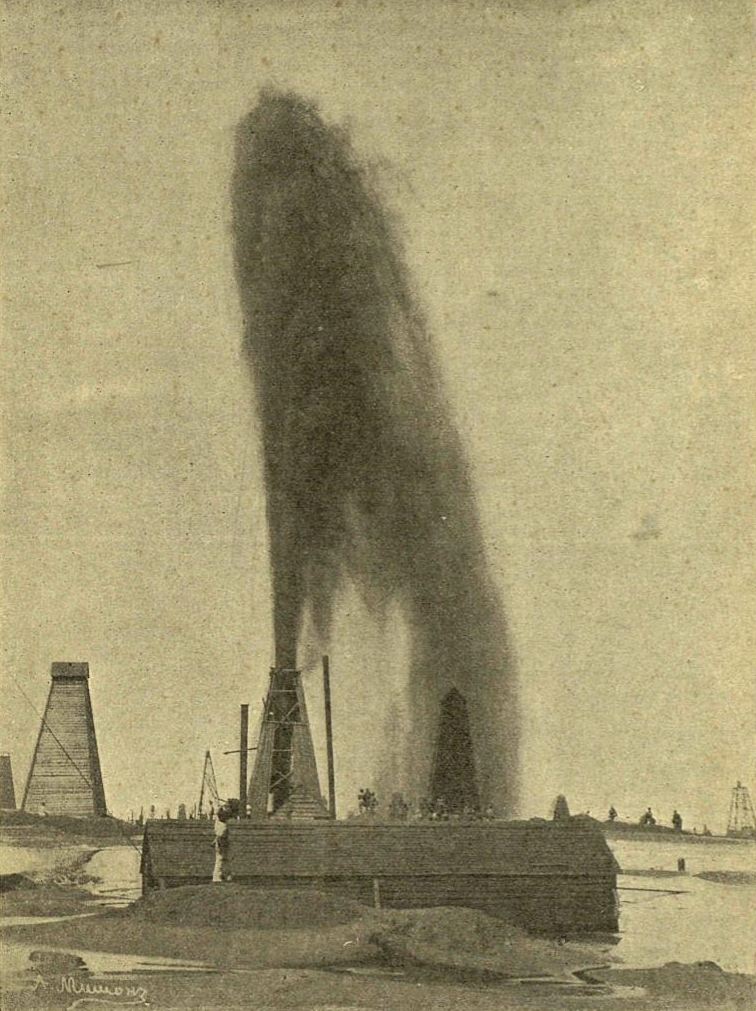
Нафтовий фонтан Товариства, бив у вересні 1887 року (Балахани у Баку)

У 1885 році фірмою «Бранобель» було вироблено 15 млн пудів гасу. Річне виробництво гасу усіма бакинськими нафтоперегінними заводами в 1885 році склало 28 млн пудів.
У 1893 році тут вже було 26 трубопроводів довжиною від 7 до 14 верст, загальним протягом у 262 версти, з них 20 служили для перекачування нафти з промислів на заводи, а шість доставляли морську воду на промисли для парових котлів.
Заводська діяльність Бранобеля за період з 1879 по 1904 роки виразилася в переробці 1 млрд 195 млн пудів власної та купленої нафти. Заводами Товариства було вироблено в млн пудів: гасу — 379.5; бензину — 2.4; солярового масла — 46.3; мастил — 49.8; нафтових залишків — 712.8.
Участь фірми «Бранобель» у вивезенні мазуту з Баку становило: в 1892 р. — 22,4 %; у 1897 р. — 28,6 %; у 1902 р. — 34,3 %.
Основний капітал в 1900 році визначався у 15 млн рублів, а процентне відношення чистого прибутку до основного капіталу становило 56,4 %.
У 1908 році фірма бр. Нобель мала в бакинському районі 42 нафтових промислу. Товариству в 1909 році належало 20 % всього вироблення гасу в Баку і 50 % його збуту, а також 35 % збуту мазуту.
Влітку 1914 року акціонерний капітал Бранобеля збільшився в 3.6 рази. Близько 30 тис. осіб працювало в «нафтовій імперії» Нобелів.
В 1914—1917 роках фірма «братів Нобелів» володіла основним капіталом 30 млн рублів, понад 13 заводами (включаючи 6 нафтопереробних заводів), а в 1916 році її загальний нафтовидобуток становив 76 млн пудів нафти.
«Товариство нафтового виробництва братів Нобель» аж до 1918 року було найбільшою нафтовою фірмою в Російській імперії, а по суті це була перша в Азербайджані нафтова компанія, яка здійснювала всі технологічні цикли виробництва: починаючи від пошуку і розвідки родовищ нафти, їх буріння і розробки, до переробки і реалізації товарних нафтопродуктів.
Людвіг Нобель помер в 1888 році. Коли він помер, товариство володіло капіталом у 35.000.000 рублів золотом, що становила одну п'яту частину загального капіталу іноземних компаній в російській нафтовій промисловості.
У 1896 році помер Роберт Нобель.
З 1888 року і до 1917 року російські підприємства сім'ї Нобель очолював син Людвіга — Еммануель.
Після революції 1917 року численні нафтові склади, бази, підприємства і містечка братів Нобелів були цілком націоналізовані більшовицькою владою. Згодом вони стали основою для нафтовидобувної та нафтопереробної промисловості нової Росії.
У 1918 році Еммануель Нобель переїхав у Швецію.

## Цікаві факти
- Товариство (ІРТО) заснувало власну премію пам'яті Людвіга Нобеля, якій заохочувалися автори корисних інженерних винаходів. Премія, по часу, передувала загальновідомій Нобелівській премії.
- В капіталі Нобелівської премії частка коштів, отриманих від діяльності «Бранобеля», складає близько 12 %.
- Цінні папери Товариства користувалися стійким попитом біржових гравців з самого початку їх емісії і досі представляють великий інтерес для колекціонерів-скрипофілів.

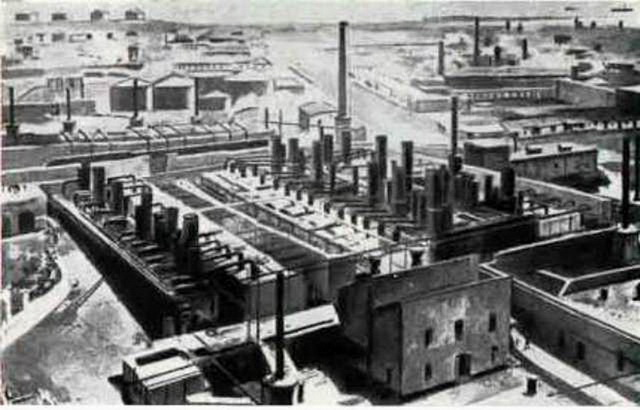
Нафтоперегінний завод Нобелів в Баку, кінець 1880 р.
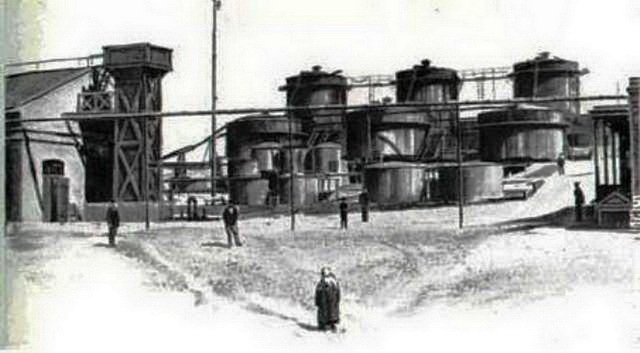
Очисне відділення гасового заводу Нобелів в Баку, 1890 р
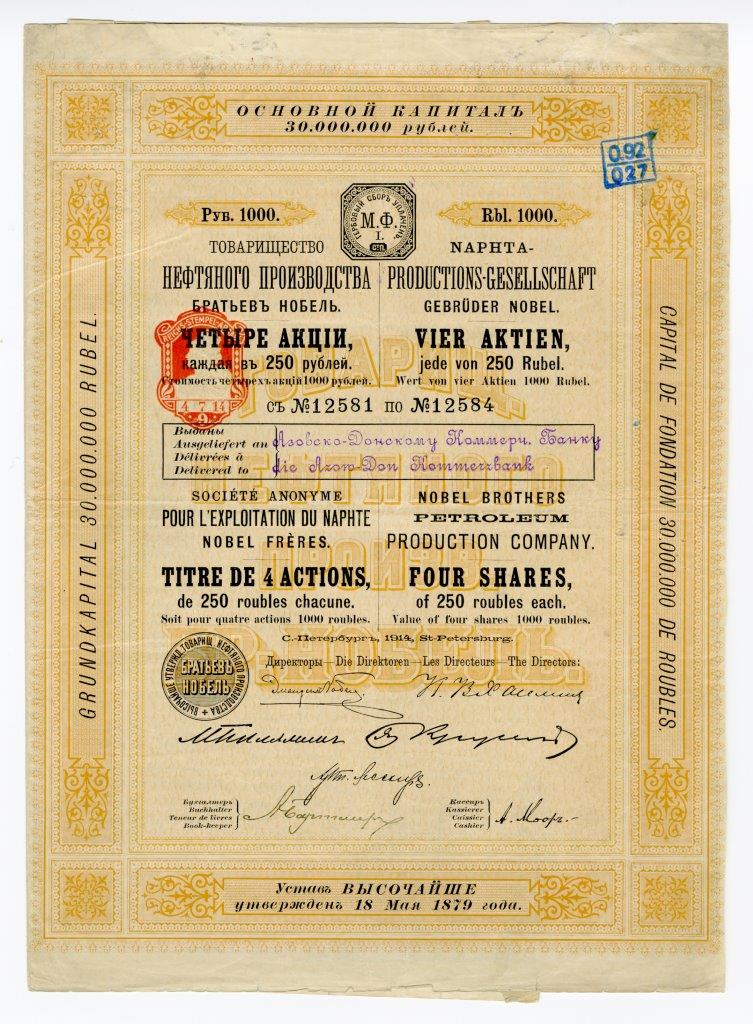
Чотири акції в 250 руб. кожна Товариства нафтового виробництва братів Нобель, видані Азовсько-Донському комерційному банку. С.-Петербург, 1914 р
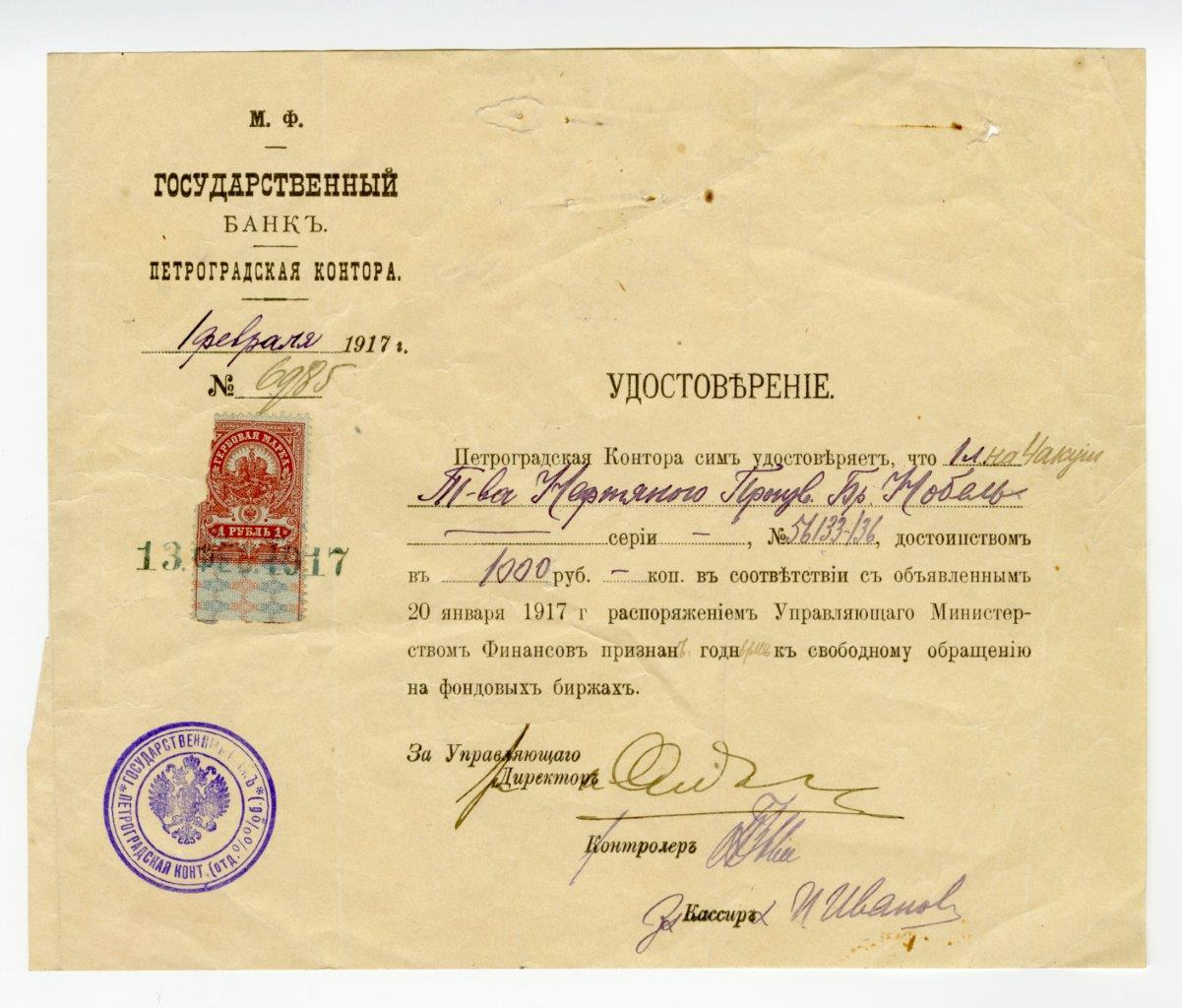
Посвідчення, видане петроградської конторою Товариства нафтового виробництва братів Нобель відповідно до розпорядження Керуючого Міністерства фінансів, яке підтверджує вільний обіг на фондових біржах листа з чотирма акціями загальною вартістю в 1000 руб. даного Товариства. Петроград, 1 лютого 1917 р